# Withius ceylanicus
Withius ceylanicus är en spindeldjursart som först beskrevs av Edvard Ellingsen 1914.  Withius ceylanicus ingår i släktet Withius och familjen Withiidae. Inga underarter finns listade i Catalogue of Life.